# Daniel Bennett (futebolista)
Daniel Mark Bennett (Great Yarmouth, 7 de janeiro de 1978) é um futebolista singapurense nascido na Inglaterra, que atua como zagueiro.[carece de fontes?] Atualmente, joga pelo Tampines Rovers. Possui a cidadania do país do Sudeste Asiático desde 2002.

## Carreira
Jogou praticamente toda a carreira, iniciada em 1995 no Tiong Bahru, apenas em clubes de Singapura - exceção nas temporadas de 2001–02 e 2002–03, quando atuou no Wrexham, equipe do País de Gales que disputa campeonatos de acesso na Inglaterra (nas duas passagens pelos Red Dragons, foram 30 jogos e um gol). Sua melhor fase foi no Singapore Armed Forces (atual Warriors FC), onde foi pentacampeão da S-League e tricampeão da Copa de Singapura, disputando 343 jogos e fazendo 24 gols.
Defendeu ainda Tiong Bahru (atual Tanjong Pagar United), Balestier Central, Woodlands Wellington, Geylang International e Tampines Rovers, sua atual equipe.

### Carreira internacional
Pela Seleção Singapurense de Futebol, Bennett é o jogador que mais vezes atuou pela equipe: 145, entre 2002 e 2017, quando ultrapassou o meia-atacante Shahril Ishak, que tem 140 jogos disputados entre 2003 e 2018.

## Títulos
Singapore Armed Forces/Warriors FC
- S-League: 5 (2002, 2007, 2008, 2009 e 2014)
- Copa de Singapura: 3 (2007, 2008 e 2012)
- Singapore Community Shield: 2 (2008 e 2015)
- Singapore FA Cup: 2 (2006 e 2008)

Tiong Bahru/Tanjong Pagar United
- Copa de Singapura: 1 (1998)
- Singapore FA Cup: 1 (1998)

Wrexham
- FAW Premier Cup: 1 (2003–04)

Tampines Rovers
- Copa de Singapura: 1 ( 2019)

Seleção Singapurense
- Copa AFF Suzuki: 3 (2004, 2007 e 2012)